# Kia Center
Das Kia Center ist eine Mehrzweckhalle in der US-amerikanischen Stadt Orlando im Bundesstaat Florida. Es ist seit der NBA-Saison 2010/11 die neue Heimat der Orlando Magic und ersetzt damit die 1989 erbaute Amway Arena. Seit der Saison 2012/13 nutzen ebenfalls die Orlando Solar Bears aus der ECHL die Halle als Heimspielstätte. Von 2011 bis 2013 und von 2015 bis 2016 trug auch die Arena-Football-Mannschaft der Orlando Predators (AFL) ihre Spiele in der Halle aus. Der Mietvertrag wurde im September 2013 aufgrund eines zu niedrigen Zuschauerschnitts gekündigt. Statt der vertraglich festgelegten Zahl von 6.000 Besuchern kamen im Schnitt nur 5.878. Nach einem Besitzerwechsel und einer Saison in der CFE Arena kehrte man in das Amway Center zurück.
Ein Teil des Sponsoringvertrags mit Amway für die frühere Amway Arena war ein Vorkaufsrecht für den Namen einer neuen Arena. Im August 2009 gab man die Einzelheiten für den neuen Vertrag bekannt. Er hatte ein Laufzeit von 10 Jahren und belief sich auf 40 Millionen US-Dollar. Die Veranstaltungsarena ist ein Teil des Downtown Master Plan 3. Dieser Plan umfasste neben dem Kia Center u. a. die Renovierung des Florida Citrus Bowl und die Errichtung des neuen Kultur-Zentrums namens Dr. Phillips Center For The Performing Arts.

## Geschichte

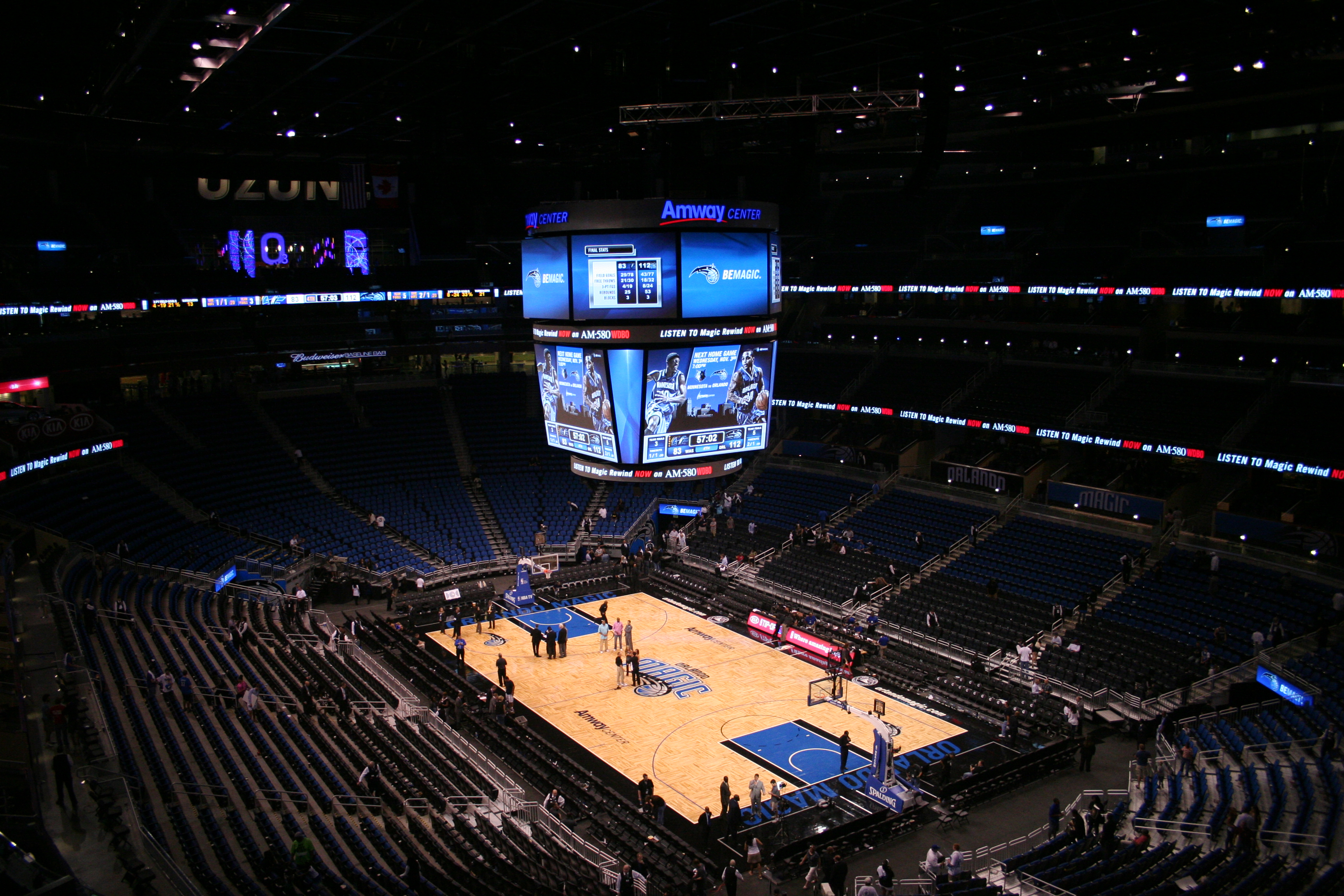
Der Innenraum des Kia Center bei einem Heimspiel der Orlando Magic (Oktober 2010)

Mit Blick auf den Downtown Master Plan drängten die Orlando Magic, angeführt von Besitzer und Gründer des Unternehmens Amway Richard DeVos und Schwiegersohn Bob Vander Weide, die Stadt Orlando eine neue Mehrzweckhalle für die damals etwa zehn Jahre alte Amway Arena zu bauen. Sie entstand vor der Generation der hochmodernen Arenen, die in den 1990er Jahren in den Vereinigten Staaten fertiggestellt wurden. So ist die Amway Arena schnell die älteste Spielstätte der NBA geworden. Ende der 1990er Jahre drohte man damit mit dem Team in eine andere Stadt umzuziehen. So standen Kansas City, Las Vegas und Oklahoma City zur Diskussion, dieser Plan wurde aber wieder fallen gelassen.

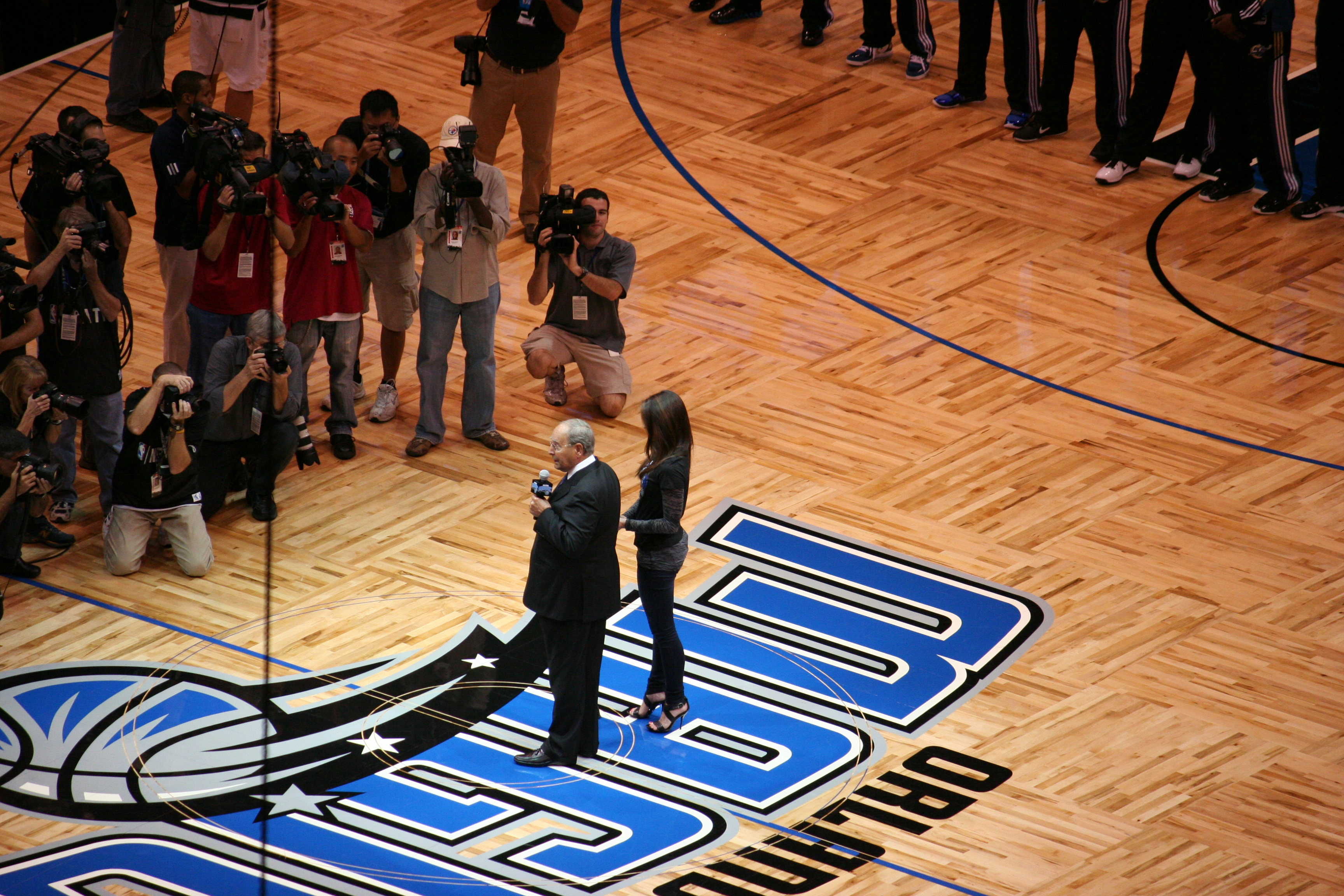
Richard DeVos, Besitzer der Orlando Magic, hält vor dem ersten NBA-Saisonspiel am 29. Oktober 2010 eine Rede

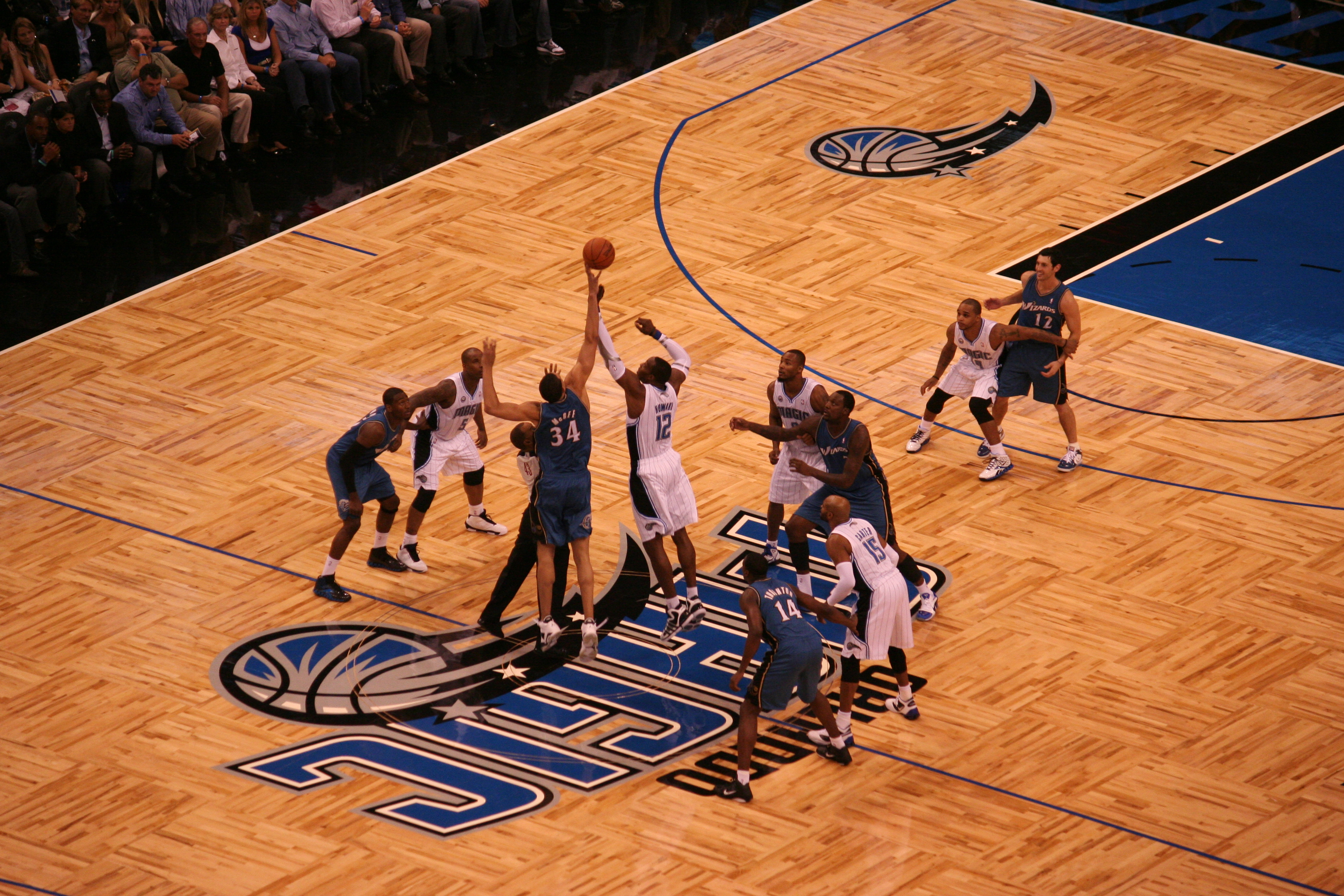
Tip-Off zum ersten NBA-Saisonspiel am 29. Oktober 2010 gegen die Washington Wizards

Am 29. September 2006 gaben nach langen Verhandlungen, Orlandos Bürgermeister Buddy Dyer, Bürgermeister des Orange County Richard Crotty und die Orlando Magic die Einigung über den Bau einer neuen Mehrzweckarena bekannt. Standort des Baus ist die nordwestliche Ecke zwischen der Church Street und der Hughey Avenue in Downtown Orlando. Der finanzielle Rahmen umfasste 380 Millionen US-Dollar für die Halle und zusätzliche 100 Millionen US-Dollar für das Grundstück und die Infrastruktur. Dies ergab ein Gesamtvolumen von 480 Millionen US-Dollar. Insgesamt wird die Erneuerung des Orlando Centroplex mit 1,05 Milliarden US-Dollar veranschlagt. Neben der Arena waren für das neue Kultur-Zentrum 375 Millionen US-Dollar und die Erweiterung und Renovierung des Florida Citrus Bowl mit 175 Millionen US-Dollar eingeplant. Durch die Finanzkrise wurden die Baumaßnahmen am Florida Citrus Bowl auf frühestens 2020 verschoben.

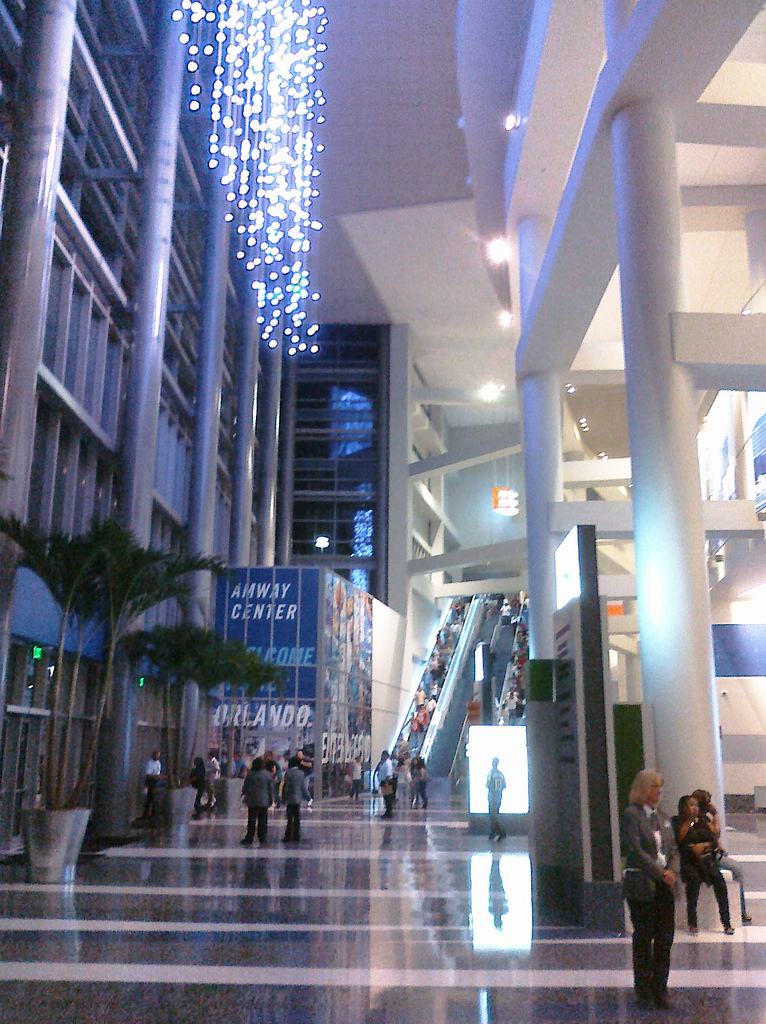
Der Eingangsbereich des früheren Amway Center

Die Bauarbeiten starteten am 25. Juli 2008. Der Bau wurde vom Architekturbüro Populous in Zusammenarbeit mit Smith, Seckman & Reid und Walter P. Moore entworfen. Am 1. Oktober 2010 wurde die neue Heimat der Orlando Magic eingeweiht. Die erste Veranstaltung im Amway Center war ein Konzert des mexikanischen Ranchera-Sängers Vicente Fernández am 8. Oktober 2010. Zwei Tage später bestritten die Orlando Magic ihr erstes Spiel in der neuen Heimat. Das Saison-Vorbereitungsspiel der NBA gegen die New Orleans Hornets endete deutlich, mit einem Vorsprung von 54 Punkten, mit 135:81 für die Magic. Das erste NBA-Spiel der Saison 2010/11 fand am 29. Oktober 2010 gegen die Washington Wizards statt. Orlando entschied das Spiel vor 18.918 Zuschauern mit 112:83 für sich.
Die Halle wurde mit den modernsten Ausstattungsmerkmalen ausgerüstet. So der 40 Tonnen schwere, mittig unter dem Hallendach angebrachte kombinierte HD-Videowürfel und Anzeigetafel des Unternehmens Daktronics. Er besitzt 18 einzelne Bildschirme und war damals die größte Anlage in der NBA. Am Gebäude ist ein 16 × 14 Meter großer Bildschirm von Daktronics angebracht. Hinzu kommen komfortabel bis luxuriös ausgestattete Suiten und Logen. Den Besuchern steht eine Auswahl verschiedener Bars und Restaurants zur Verfügung. Für die Unterhaltung der Besucher wird auch gesorgt. So gibt es für Kinder das STUFFS Magic Castle oder zu jedem Heimspiel der Magic findet das Orlando Magic Fan Fest außerhalb der Halle an der Church Street statt.
Als erste NBA-Spielstätte wurde im Kia Center das mobile Zahlungssystem Apple Pay eingeführt. Seit dem Heimspiel am 19. Dezember 2014 gegen die Utah Jazz können die Besucher in einzelnen Restaurants und Geschäften mit dem System zahlen. Nach und nach sollen weitere Läden folgen.
Seit dem 20. Dezember 2023 trägt die Halle, durch eine Partnerschaft mit Kia America, den Namen Kia Center.
Im Januar 2024 genehmigte der Orange County ein Finanzpaket von 626 Mio. US-Dollar für die Renovierung des Camping World Stadium und das Kia Center. 226 Mio. US-Dollar sind für das Center vorgesehen. Es sollen ein Hotel mit 260 Zimmern, 16.000 sq ft, Tagungs- und Konferenzräume, 270 Wohneinheiten, 200.000 sq ft Büroflächen der Klasse A, 125.000 sq ft Einzelhandelsflächen und einem Wohnbereich mit 3500 Plätzen entstehen. Des Weiteren soll es einen Veranstaltungsort, einen öffentlichen Platz und mehr als 1100 Parkplätze geben.

## Veranstaltungen
Das Kia Center wird von den Orlando Magic, den Orlando Predators und den Orlando Solar Bears genutzt. Daneben finden Konzerte, Shows und Familienveranstaltungen statt. Im Gebäude stehen 875.000 Quadratfuß (ca. 81.290 Quadratmeter) Fläche zur Verfügung. In den Räumlichkeiten können z. B. Hochzeiten, Klassentreffen, Geburtstage oder Bankette gefeiert werden. Am 4. Mai 2010 gab David Stern, Commissioner der NBA, bekannt, dass das NBA All-Star Game-Weekend 2012 in der neuen Arena in Orlando zu Gast sein wird.

## Bilder der Bauphase
| 02. August 2009 | 024. August 2009 | 08. Januar 2010 |
| 2. August 2009  | 24. August 2009  | 8. Januar 2010  |